# Psittacanthus hatschbachii
Psittacanthus hatschbachii är en tvåhjärtbladig växtart som beskrevs av Kuijt. Psittacanthus hatschbachii ingår i släktet Psittacanthus och familjen Loranthaceae. Inga underarter finns listade i Catalogue of Life.